# 稲孫

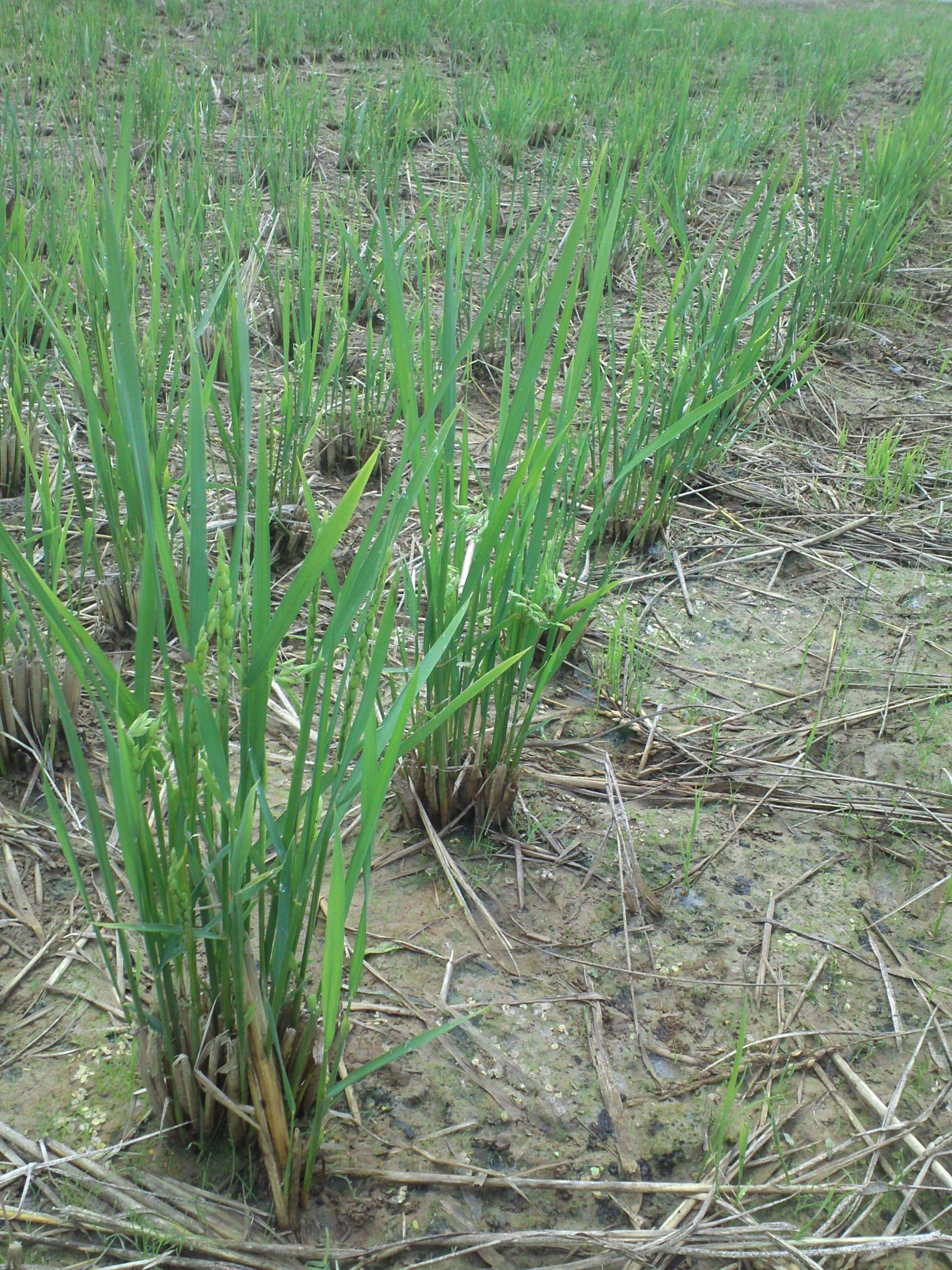
イネの稲孫

稲孫、穭（ひつじ・ひつち・ひづち）は、稲刈りをした後の株に再生した稲。いわば、稲の蘖（ひこばえ）である。学術的には「再生イネ」という。一般には二番穂とも呼ばれる。穭稲（ひつじいね）・穭生（ひつじばえ）ともいい、稲刈りのあと穭が茂った田を穭田（ひつじだ）という。俳句においては秋の季語である。

## 利用
イネは、国際標準産業分類（ISIC）第4版でも「非多年生作物の栽培」欄に掲載されているなど、世界的には一年生の作物として栽培されている。しかし、イネは本来は多年生植物としての性格を持ち、特に熱帯地方では繰り返し収穫することも可能である。
イネの蘖（ひこばえ）の栽培は蘖農法といい、サトウキビやバナナなどの栽培でも行われている株出し栽培法の一種である。親稲の収穫物をメイン・クロップ、蘖の収穫物をラトゥーン・クロップという。従来の蘖農法は反収が少なく、蘖は成長速度にばらつきがあり出穂時期や収穫適期がずれるため、一度に収穫しようとすると未熟米や過熟米が多く発生する欠点があった。そのため、収量など従来の農法の欠点を改良した熱帯多年生イネ栽培法（Tropical Perennial Rice(ToPRice) Farming System）が開発されている。
他方、稲の生殖細胞の減数分裂の際の気温が約18-20℃を下回ると、不稔となることがある。そのため温帯では成長しても穂が出ずに枯死してしまうか、不稔で中身が空のことが多い。

### 日本
現代の日本においては、稲刈りはせず田に鋤きこまれ、わずかに家畜に利用されることがあるにすぎない。しかし佐々木高明によれば、ヒコバエが中身を入れた状態で結実する久米島、奄美大島等で、旧暦の12月に播種、1月に移植(田植え)し、6～7月に通常の収穫をしたまま家畜に踏ませ、8月～9月にマタバエ、ヒッツ、ヒツジと呼ばれる稲孫の収穫をする農耕文化が1945年まで行われていた。また佐々木の調査によれば、与那国島で同様の農耕が1981年まで行われていたという。
佐々木は『日本書紀』に、現種子島で稲を「一度植え、両収」するという記事があることを、ヒツジ育成栽培の証拠としている。1477年2月、李氏朝鮮の済州島を出航した船が難破の末に与那国島に漂着した。乗組員らは島に半年滞在の末に琉球列島を島伝いに送られ、沖縄本島から九州、対馬をへて朝鮮に帰国したが、その折の見聞録が「李朝実録」に残され、与那国島の稲作が以下のように説明されている。
「水田は、12月に牛に踏ませて種を蒔き、正月に苗を植えるが草は抜かない。2月には稲が1尺ほど伸びて、4月には十分熟する。早稲は4月には刈り取り、遅いのは5月ごろ刈り取る。刈り取ったあとからは芽が生え、生長し穂が出る。その稲は最初の稲より優れている。7、8月に収穫する」
当時から、稲のひこばえを育てることで一年に二度収穫する農耕が行われていたことが窺える。
2020年代、農研機構はコメの再生二期作の手法を開発した。最初の収穫時に40cmほど茎を残して刈り取り、その後成長させることで2回の収穫を行う。試験レベルとしつつも、単純計算で3倍近い収穫量を実現させている。

### 熱帯・亜熱帯地方
熱帯・亜熱帯地方では、親稲の収量の20〜50%ほどの収量を得ることができ、前作の補完として栽培される。ただし一般的には収量が低いため、一代限りで蘖の栽培は終了し、通常の播種による栽培に戻される。
従来の技術を改良し、播種、代掻き、田植えをせずに2年で7回収穫して収量を増やすことができるSALIBU農法、熱帯多年生イネ栽培法（Tropical Perennial Rice(ToPRice) Farming System）が開発されている。

## 影響
農地で縞葉枯病などの病害虫が漸増傾向の場合、蘖にも発病し保毒虫増加の要因になるため、収穫後は早めに耕耘する必要がある。